# Chele Arena
El Chele Arena és un estadi multiusos a Kobuleti, Geòrgia. Construït el 1967, s'utilitza principalment per a partits de futbol i és l'estadi local del Shukura Kobuleti. El Dinamo Batumi també el va utilitzar fins al 2020, quan van translladar-se al recent finalitzatEstadi Batumi. L'estadi té capacitat per a 6.000 persones.
Després que les obres de reconstrucció acabessin el setembre de 2012, l'estadi va rebre el nom de Revaz Chelebadze, un dels jugadors més importants nascuts a Kobuleti. Chelebadze va guanyar el Campionat Soviètic el 1978 i la Copa Soviètica el 1976 i el 1979, totes amb el Dinamo de Tbilisi. També va jugar per la selecció nacional de l'URSS i va guanyar la medalla de bronze als Jocs Olímpics de 1980 a Moscou.
El setembre de 2023, les autoritats van anunciar que es construiria un nou estadi amb capacitat per a 8.000 persones per substituir l'actual Chele Arena.